# 四甲基哌啶氧化物
2,2,6,6-四甲基哌啶-1-氧化物（TEMPO）是一种典型的哌啶类氮氧自由基。

## 性质
TEMPO 为橘红色升华结晶或液体，易溶于水和乙醇、苯等有机溶剂。有毒，具腐蚀性，可经皮肤吸收，有强烈刺激性。
由于四个甲基的位阻效应， TEMPO 对光热均较为稳定。
1960年首先由 Lebedev 和 Kazarnowskii 制得。

## 制取
可由2,2,6,6-四甲基-4-哌啶酮（TAA）与水合肼缩合为腙，再经高温脱氮得到2,2,6,6-四甲基哌啶（TEMP），最后氧化而得。

## 用途
TEMPO 在化学、生物学、食品工业、农业等领域都有较为广泛的应用。 它具有捕获自由基、猝灭单线态氧和选择性氧化等功能。
在高分子化学中用作自由基捕获剂、阻聚剂、抗老化剂、热降解抑制剂和光、热稳定剂，也能与活性链自由基结合为共价休眠种。共价休眠种可再均裂为链自由基，再增长。
在有机合成中用作各种醇和多元醇类氧化反应的催化剂， 用于将伯醇氧化为醛，具高选择性，不再氧化至羧酸；将仲醇氧化为酮。TEMPO/NaClO/NaBr 是一个可以循环再生的氧化体系， 其中真正的氧化剂是 NaClO 将 TEMPO 氧化生成的中间体 N-oxoammonium 离子，伯羟基亲核进攻该离子，羟基被氧化为羧基，该离子则转变为羟胺，羟胺再经共氧化剂氧化为 N-oxoammonium 离子，如此循环下去。 其它含有 TEMPO 的氧化体系也有很多。
TEMPO 具有顺磁性，在生物化学中用作电子自旋标记物，广泛应用于生物大分子结构和生物反应机理的研究。